# 人類衰退之後
《人類衰退之後》（日语：人類は衰退しました）是田中羅密歐所著、山崎透（后改为戶部淑）繪製插圖的輕小說並改編成電視動畫。在Gagaga文庫創立時發行第1集，台灣則由尖端出版代理正體中文版。動畫版由AIC A.S.T.A.製作，神奈川電視台於2012年7月至9月播放12集。

## 概要
本書是描寫現在的人類在衰退之後經過了好幾個世紀，成為調停官的舊人類少女與新人類「妖精」間交流的故事。
2015年榮獲SUGOI JAPAN Award輕小說部門第5名。

## 登場人物

### 主要角色
我
聲：中原麻衣
通稱「人類小姐、點心姑娘」。本作主角，日漸衰退的「舊人類」中的一位少女，樟樹之里的新調停官。相當怕生且地域性強，其自比為貓，性格腹黑，再加上身邊隨時攜帶一把小刀，面無表情時眼神感覺隨時會黑化。作戰失敗時會以隱瞞事實，印象操作，恐嚇性誘導三項技巧敷衍了事，是個外表和內在不相稱的女孩，儘管如此，人類小姐對於妖精十分有一套，彼此的關係也相當良好，時常被妖精尊為神或女王，除此之外，本人還是一位推理天才。興趣是作點心。討厭的食物是胡蘿蔔，討厭的動物是蜘蛛，在學時曾與宿舍長全面開戰。曾被友人Y罵過做現充，但不明白現充的意思。在動畫第一集因為調查古代遺跡而失去原有的長髮，在不知情的情況用了人工智慧雞生產的生髮劑而在一夜之間長回，人工智慧雞用製作自己的方法生產的物品，因此被生產的物品實際上也有智能的存在，只是沒有展現智能的能力，而女主角的頭髮因為是活體因此能夠憑藉自我的智能幫助女主角。從妖精得到翻譯眼鏡，可以翻譯所有語言，包括人工智慧雞與自己的頭髮。
祖父
聲：石塚運昇、松本梨香（少年「道克」）
主角的祖父。從事國際公務員「調停官」的工作，致力於比工作更有趣的狩獵上。有關妖精和舊人類的知識相當地豐富。年輕時是個大膽又放浪的天才。
年少時遇見回到過去的人類小姐，還騷擾了她，在未來才知道原來那是自己的孫女，並且事後回想曾說「當時遇見的女孩是一位十分美麗的少女」，然而人類小姐卻不知道當時遇到的是自己的爺爺，學西部片愛耍帥，想取 Supername「道克·郝勒迪」。
助手
聲：福山潤
祖父的助手。沒有名字，被發現時只有孤零零一人，負責檢查的女醫稱他「Num」。輕飄飄的栗髮有虛幻般風貌，而且穿著不適合的華麗夏威夷衫是他的商標。總之從別人那邊得到的第一印象好像是「不確定是否存在」。由於本身沒有個性，因此曾經操控時間來蒐集人們對他的評價以作為自己的個性。平常是用隨身攜帶著繪本，以繪圖或寫字方式來表達。根據主角所言，助手先生受到的評價教育為三階段，由好至壞為優、良、可三種，是以稱讚來鼓勵發展的方針。雖然聽得懂人話但是幾乎不說話(人類小姐和祖父即使聽不到他說話也能知道他想表達的意思)。從助手的《繪本 七個小孩》得知他也有性格消沉的ㅡ面，內容相當黑暗，卻不知道為甚麼全程用歡樂的口氣表達。為了拍攝獨家而將妖精社工廠的人工智慧雞趕盡殺絕，人工智慧雞們全部被做成食品或日用品，不過本人根本沒有這個意思，只是想拍攝獨家而已。
動畫版改為金髮碧眼。
妖精
聲：小林由美子、青木沙耶香、明坂聰美、佐佐木望、金元壽子、新井里美、小笠原早紀、小山さくら、小櫻悅子、中根久美子、辻步美、矢部雅史、山田きのこ、佐藤なるみ、坂本千夏、真田麻美
現有 100 億～200 億妖精存於在地球上，公認為是現在的人類。其行為往往在舊人類想像範圍之外。身高大約 10 公分，雖擁有高度的智力和科學力量，能夠在短短七天之內在一座荒島建立出一座具有現代科技的國家，然而記憶力卻很差。很害怕電磁波或破裂的聲音，感覺有生命危險時，會縮成像球一樣來保護身體的特性。受到驚嚇時會尿褲子，但是據人類小姐所言那似乎是純水。對他們而言，不需要食物也能存活，而被當作嗜好品的點心則是貴重物品，而且他們本身沒有辦法做出甜點，原因不明，只能透過種植植物得到甜點的原料。
文化局長
聲：一條和矢
联合国教科文组织的文化局长。喜欢兼任职务。從妖精社這事件中能看出他是有相當野心的人。

### 其他角色
派歐妮雅（PIONEER）
声：水樹奈奈
神秘的貓耳少女，正體是先鋒號探測器，以執行任務為優先的探測器，認為就算宇宙再寒冷也必須為人類完成任務，儘管如此卻在過去任務進行中卻減速了，印證了波伊哲的話，實際上派歐妮雅也不想離開地球。在修復紀錄前把自己名字記成「PION」，人類小姐稱為「P子小姐」，波伊哲則誤記成「PIONE」。
與波伊哲被後世派來的追蹤衛星以流體金屬、鹽基計算機等進行大規模改造，擁有「偽裝靈魂」，但都於墜回地球時發生故障。
波伊哲（VOYAGER）
聲：檜山修之
神秘的熱血少年，正體是航海家2號探測器，因為地球的溫暖而不想到寒冷的太空中執行任務，很親楚自己的意識從一開始就存在，不屑報上名字而比照P子自稱「O太郎」，人類小姐卻只記得「O什麼先生」或「O次郎」。派歐妮雅找尋的同伴，在修復紀錄前將其名記成「OYAGE」、讓人類小姐等人誤以為叫「老爹」；之後碰面又誤記成「老毛」（O-YA-GE）。
由於最終任務是發現外星生命體，因此一旦任務繼續進行就等於是再也沒有機會回到地球了，在人類小姐破壞供電設施，使其不必再回宇宙繼續執行任務時，人類小姐則叫他作「V2先生」，動畫版稱「老毛先生」，最後和派歐妮雅解除人類外貌變回探測器的樣子等待著手動充電。
一條先生
声：
妖精社吐司外形的專門嚮導。在一條胡蘿蔔綜合果汁麵包上附加手腳的簡陋機器人。在妖精社的事件裏他把自己撕開(紅色的胡蘿蔔綜合果汁同時噴出)以供他人食用，但是當場被人類小姐拒絕，亡。
女醫
聲：桑谷夏子
臨時收留助手、負責健康檢查的女醫，起初稱無名的助手為「Num」，取自numerical。原要帶助手與人類小姐會面，卻突然找不到人，所以與人類小姐分頭找尋。似乎有敏銳的洞察力能夠感覺到時空的異變。
旁白
声：川村万梨阿
助手《繪本 七個小孩》的故事講述旁白。

### 學園回憶篇
友人Y
聲：澤城美雪
另稱「銀髮姑娘」。身材纖細且臉龐小巧，眉清目秀的銀髮少女。是人類小姐學生時代很要好的損友。和同樣是優等生的人類小姐兩人一直不合。獨行俠，曾經是野玫瑰會的一員。被人類小姐發現了自己不可告人的嗜好（喜欢BL）後就結盟成了好友，并告诉她野玫瑰会其他人的恐怖秘密。在後期畢業後常跟人類小姐會面，但好像誤會了人類小姐和助手的關係。
捲髮
聲：金元壽子
人類小姐學生時代的同學， 邀請人類小姐進野玫瑰會的人，將年長的人類小姐當成大姐姐一般仰慕的病嬌少女，甚至达到因爱而狂的程度。
花學姊
聲：野川櫻
野玫瑰會的領導人，会暗中记录辜负她的人的「恶行」。
魔女學姊
聲：伊藤靜
野玫瑰會的成員。有著一頭美麗的黑髮。暗中有收集其他人头发的习惯。
AB學姊
聲：櫻井浩美（A學姊）、桑谷夏子（B學姊）
野玫瑰會的成員。暗中有如大叔般的粗旷举动。

### 第9卷
人類小姐的父親未出場,從插圖看長相酷似助手。
人類小姐的母親未出場,從插圖看長相酷似人類小姐。

## 用語
聯合國調停理事會
位於「樟樹之里綜合文化中心」，為消除退位人類與妖精之間糾紛而設立，不過在現階段幾乎已完成目的了。
樟樹之里
人類自治行政區，位於交易路線旁的鄉下大鎮，以一顆將鎮上與外界區隔的大樟樹為標的。主角等人居住的地方。
調停官
主要工作被認為調停妖精和人類間的關係，是聯合國的公務員。但是，要發現妖精不是很容易，而且即使不去理會，與妖精的關係也還是不錯等理由，所以幾乎沒有實質的工作。
集合離散
妖精的行為特性。平時分散在各處生活，一旦聚集起來，即展現爆發性的人數及技術力，甚至創造出對人類而言是未知的科學技術。但玩膩了就一哄而散，時聚時散。
妖精社
由妖精設立秘密工廠的公司，製造人類各式生活必需品。
電磁鬱
妖精總是活蹦亂跳，但倘若照射到過多電磁波（特別是電波），情緒會逐漸低落並喪失喜悅跟愉快等感受，也就是罹患所謂的憂鬱症。
因此當電波四處流竄時，妖精們便無法活躍，變得病厭厭。

## 漫畫
同名漫畫曾由作画，於《月刊IKKI》2010年3月号連載（隔月連載），但在同年5月号因身體不適而休載。之後再漫畫化，現分別由見富拓哉於《月刊IKKI》2012年1月号開始連載《人類衰退之後 悠閒報告》，以及吉祥寺笑在《月刊Comic Alive》2012年3月号連載《人類衰退之後 要當妖精嗎？》。

## 出版書籍

### 輕小說
| 日文版 | 中文版         | 日本           | 日本                   | 臺灣／ 香港    | 臺灣／ 香港            |
| 日文版 | 中文版         | 初版發售日期   | ISBN                   | 初版發售日期   | ISBN                   |
| ------ | -------------- | -------------- | ---------------------- | -------------- | ---------------------- |
|        | 人類衰退之後   | 2007年5月24日  | ISBN 978-4-09-451001-0 | 2008年10月15日 | ISBN 978-957-10-3942-6 |
|        | 人類衰退之後 2 | 2007年12月19日 | ISBN 978-4-09-451044-7 | 2009年2月4日   | ISBN 978-957-10-4014-1 |
|        | 人類衰退之後 3 | 2008年4月19日  | ISBN 978-4-09-451061-4 | 2009年8月6日   | ISBN 978-957-10-4069-1 |
|        | 人類衰退之後 4 | 2008年12月19日 | ISBN 978-4-09-451104-8 | 2010年9月3日   | ISBN 978-957-10-4348-7 |
|        | 人類衰退之後 5 | 2010年1月19日  | ISBN 978-4-09-451183-3 | 2011年10月7日  | ISBN 978-957-10-4530-6 |
|        | 人類衰退之後 6 | 2011年2月18日  | ISBN 978-4-09-451255-7 | 2012年12月7日  | ISBN 978-957-10-4844-4 |

新裝版
| 日文版 | 日本           | 日本                   |
| 日文版 | 初版發售日期   | ISBN                   |
| ------ | -------------- | ---------------------- |
|        | 2011年11月18日 | ISBN 978-4-09-451308-0 |
|        | 2011年11月18日 | ISBN 978-4-09-451309-7 |
|        | 2012年1月18日  | ISBN 978-4-09-451320-2 |
|        | 2012年1月18日  | ISBN 978-4-09-451321-9 |
|        | 2012年3月16日  | ISBN 978-4-09-451329-5 |
|        | 2012年3月16日  | ISBN 978-4-09-451330-1 |
|        | 2012年7月18日  | ISBN 978-4-09-451353-0 |
|        | 2013年2月19日  | ISBN 978-4-09-451393-6 |
|        | 2014年6月18日  | ISBN 978-4-09-451494-0 |
|        | 2014年12月18日 | ISBN 978-4-09-451525-1 |
|        | 2016年9月16日  | ISBN 978-4-09-451632-6 |

### 漫畫單行本
| 日文版 | 日本          | 日本                   |
| 日文版 | 初版發售日期  | ISBN                   |
| ------ | ------------- | ---------------------- |
|        | 2012年6月23日 | ISBN 978-4-8401-4484-1 |

| 日文版 | 日本          | 日本                   |
| 日文版 | 初版發售日期  | ISBN                   |
| ------ | ------------- | ---------------------- |
|        | 2012年7月30日 | ISBN 978-4-09-188595-1 |

## 电视动画
改編同名電視動畫于2012年7月以「亂序播放（播放出現時間軸亂跳）」播出。

### 工作人员
- 監督：岸誠二
- 助監督：小坂春女
- 系列構成：上江洲誠
- 人物设计・总作画監督：坂井久太
- 道具设计：石本剛啟
- 動畫指導：伊藤浩二
- 美術監督：宮越步、三宅昌和
- 美術设计：Team Till Dawn
- 色彩設計：漆戶幸子
- 合成指導：國重元宏
- 剪接：
- 音響監督：飯田里樹
- 音乐：大谷幸
- 动画制作人：櫻井崇
- 动画制作：AIC ASTA
- 製作人：丸山創、石黑達也、岡村武真、櫻井優香
- 制作：「人類衰退之後」製作委員會

### 主題歌
主題曲（第1～11話）
作詞：，作曲：，主唱：nano.RIPE
片尾曲
作詞：畑亞貴，作曲、編曲、主唱：伊藤真澄

### 各話列表
| 話數       | 日文標題 | 中文標題           | 劇本       | 分鏡                | 演出     | 作畫監督                   | 原作出處 |
| ---------- | -------- | ------------------ | ---------- | ------------------- | -------- | -------------------------- | -------- |
| episode.01 |          | 妖精的秘密工廠     | 上江洲誠   | 小坂春女            | 小坂春女 | 野崎麗子 寺尾憲治          | 第4卷    |
| episode.02 | 田口智久 | 田口智久           | 上江洲誠   | 山下英美 齊藤真由   |          |                            | 第4卷    |
| episode.03 |          | 妖精們的次文化     | 綾奈由仁子 | 江上潔              | 江上潔   | 山内則康                   | 第6卷    |
| episode.04 | 森義博   | 森義博             | 綾奈由仁子 | 小澤圓 梶浦紳一郎   |          |                            | 第6卷    |
| episode.05 |          | 妖精的返鄉         | 熊谷純     | 大畑晃一            | 黑瀨大輔 | 龜谷響子 石動仁 神田岳     | 第3卷    |
| episode.06 | 小林孝志 | 小林孝志           | 熊谷純     | 川島尚              |          |                            | 第3卷    |
| episode.07 |          | 妖精們的時間活用法 | 熊谷純     | 小坂春女            | 笹原嘉文 | 宇佐美皓一 山田有慶        | 第2卷    |
| episode.08 | 日色如夏 | 日色如夏           | 熊谷純     | 山内則康            |          |                            | 第2卷    |
| episode.09 |          | 妖精的漂流生活     | 綾奈由仁子 | 田口智久            | 鈴木芳成 | 廣瀨智仁                   | 第4卷    |
| episode.10 |          | 妖精們的地球       | 上江洲誠   |                     | 小坂春女 | 高橋猿吉 齊藤真由 沼田誠也 | 第1卷    |
| episode.11 |          | 妖精的秘密茶會     | 上江洲誠   | 小坂春女            | 森義博   | 小澤圓 梶浦紳一郎 山內則康 | 第5卷    |
| episode.12 | 小林孝志 | 小林孝志           | 上江洲誠   | 宇佐美皓一 山田有慶 |          |                            | 第5卷    |

### 播放電視台
日本深夜動畫：下文記載的日本国内播放時間使用日本標準時間（UTC+9）表示。因為部分時間标识會採用30小时制，因此請留意这类超过24:00的时间，其實際播放時間為翌日清晨。
| 播放地區 | 播放電視台   | 播放日期                | 播放時間（UTC+9）          | 播放電視網 | 備註       |
| -------- | ------------ | ----------------------- | -------------------------- | ---------- | ---------- |
| 神奈川縣 | 神奈川電視台 | 2012年7月1日 - 9月16日  | 星期日 24時00分 - 24時30分 | 獨立UHF局  |            |
| 埼玉縣   | 埼玉電視台   | 2012年7月1日 - 9月16日  | 星期日 24時00分 - 24時30分 | 獨立UHF局  |            |
| 東京都   | TOKYO MX     | 2012年7月2日 - 9月17日  | 星期一 25時30分 - 26時00分 | 獨立UHF局  |            |
| 兵庫縣   | SUN電視台    | 2012年7月2日 - 9月17日  | 星期一 26時10分 - 26時40分 | 獨立UHF局  |            |
| 千葉縣   | 千葉電視台   | 2012年7月4日 - 9月19日  | 星期三 25時30分 - 26時00分 | 獨立UHF局  |            |
| 愛知縣   | 愛知電視台   | 2012年7月4日 - 9月19日  | 星期三 26時30分 - 27時00分 | 東京電視網 |            |
| 日本全國 | BS11         | 2012年7月5日 - 9月20日  | 星期四 27時00分 - 27時30分 | 衛星電視   | ANIME+節目 |
| 日本全國 | AT-X         | 2012年7月10日 - 9月25日 | 星期二 8時30分 - 9時00分   | 衛星電視   | 有重播     |

### 映像特典
DVD&Blu-ray收錄短篇OVA。
| 卷数 | 日文標題 | 中文標題          | 劇本   | 分鏡     | 演出     | 作画監督 | 原作出處 |
| ---- | -------- | ----------------- | ------ | -------- | -------- | -------- | -------- |
| 1    |          | 人類的弱肉強食 #1 | 熊谷純 | 小坂春女 | 小坂春女 | 坂井久太 | 第2卷    |
| 2    |          | 人類的弱肉強食 #2 | 熊谷純 | 小坂春女 | 小坂春女 | 坂井久太 | 第2卷    |
| 3    |          | 人類的弱肉強食 #3 | 熊谷純 | 小坂春女 | 小坂春女 | 坂井久太 | 第2卷    |
| 4    |          | 人類的弱肉強食 #4 | 熊谷純 | 小坂春女 | 小坂春女 | 坂井久太 | 第2卷    |
| 5    |          | 人類的弱肉強食 #5 | 熊谷純 | 小坂春女 | 小坂春女 | 坂井久太 | 第2卷    |
| 6    |          | 人類的弱肉強食 #6 | 熊谷純 | 小坂春女 | 小坂春女 | 坂井久太 | 第2卷    |

## 註腳
1. ↑  版權以「妖精社」表記。
2. ↑  由戶部淑接手后全部重繪出新裝版。
3. ↑  . ORICON STYLE. ORICON. 2015年3月12日  [2015年3月25日]. （原始内容存档于2015年3月27日） （日语）.
4. ↑  . SUGOI JAPAN.   [2015年3月25日]. （原始内容存档于2015年3月23日） （日语）.
5. ↑  日本吐司麵包一條以定量一斤表示。